# 石坂正俊
石坂　正俊（いしざか まさとし）は、江戸時代初期の旗本。八王子千人同心9人の千人頭の一家当主。

## 略歴
八王子千人同心千人頭の一家。
明暦3年(1657年)江戸城にて迷い、違う部屋へ足を踏み入れた為、以降、八王子千人同心同心頭一同が「躑躅間詰」から「御納戸前廊下詰」へ降格された。